# Cyathophorum bulbosum
Cyathophorum bulbosum là một loài Rêu trong họ Hookeriaceae. Loài này được (Hedw.) Müll. Hal. mô tả khoa học đầu tiên năm 1850.